# Højer
Højer – miasto w Danii, w regionie Dania Południowa, w gminie Tønder.